# Yhon Villegas
Yhon Jairo Villegas Soleto (Santa Cruz de la Sierra, 2 de febrero de 1997) es un futbolista boliviano. Juega como defensa en Totora Real Oruro de la Primera División de Bolivia.

## Trayectoria
Empezó su formación en la Academia Tahuichi Aguilera.
Yhon Villegas fue fichado por  The Strongest en 2016 pasando a formar dos años en el equipo filial. Debutó profesionalmente de la mano de Sergio Óscar Luna el 25 de mayo de 2016 en el último partido de la temporada ante Ciclón.
En 2019 el club anunció la cesión del jugador a San José hasta final de temporada para continuar con su progresión al nivel profesional.
En 2020, Villegas decidió fichar por Fancesa, esa temporada tuvo una destacada actuación con el conjunto cementero llegando hasta las semifinales de la Copa Simón Bolívar 2020.
En 2022 es fichado por Universitario (USFX). Luego de Universitario, jugó el primer semestre de 2023 en San Isidro y posteriormente llegó a un acuerdo con Gualberto Villarroel SJ, equipo donde jugaría 6 meses y al que ayudaría a ganar la Copa Simón Bolívar 2023 y ascender a la Primera División de Bolivia.
Posteriormente tuvo un fugaz paso en Petrolero de Yacuiba. En abril de ese año sería presentado en Totora Real Oruro, equipo con el que logra un nuevo ascenso.

## Selección nacional

### Categorías inferiores
En 2018 jugó un encuentro con la selección boliviana sub-20 ante Países Bajos.

## Clubes
| Club                 | País    | Año         |
| -------------------- | ------- | ----------- |
| The Strongest        | Bolivia | 2016 - 2019 |
| San José (cedido)    | Bolivia | 2019        |
| Fancesa              | Bolivia | 2020 - 2021 |
| Universitario (USFX) | Bolivia | 2022        |
| San Isidro           | Bolivia | 2023        |
| Gualberto Villarroel | Bolivia | 2023        |
| Petrolero            | Bolivia | 2024        |
| Totora Real Oruro    | Bolivia | 2024 -      |

## Palmarés

### Títulos nacionales
| Título             | Club                 | Año  |
| ------------------ | -------------------- | ---- |
| Copa Simón Bolívar | Gualberto Villarroel | 2023 |